# Chasing It
"Chasing It" je 81. epizoda HBO-ove televizijske serije Obitelj Soprano. To je četvrta epizoda u drugom dijelu šeste sezone, odnosno šesnaesta ukupno u šestoj sezoni serije. Napisao ju je Matthew Weiner, režirao Tim Van Patten, a originalno je emitirana 29. travnja 2007.

## Radnja
Tony upada u gubitnički kockarski niz što se počinje odražavati na njegove obveze kao šefa. Udovica Vita Spataforea, Marie, obrati se Tonyju za pomoć s njezinim sinom, Vitom Jr., koji je nakon očeva ubojstva postao autodestruktivan. Ušao je u gotičku supkulturu, oskvrnuo groblje te konstantno krši školska pravila. Međutim, nakon što Marie upita Tonyja za 100.000 dolara za selidbu u Maine, on oklijeva i predloži da uključi Phila Leotarda (Mariena rođaka). Dok Phil i Tony održavaju muški sastanak s Vitom Jr., nijedan nije spreman uključiti se financijski. Međutim, Tony mijenja svoj stav nakon što Vito Jr. obavi veliku nuždu u školi pred drugim učenicima i biva izbačen. Prokockavši iznos potreban za selidbu u Maine, Tony plati umanjeni iznos za Vitovu "terapiju u divljini". 
U isto vrijeme, Hesh Rabkin počne žaliti što je posudio Tonyju 200.000 dolara. Tony nevoljko vraća svoj dug, podbadajući pritom Hesha ispred svoje ekipe antisemitskim primjerdbama. Hesh kasnije razgovara sa svojim zetom Elijem Kaplanom o svojim brigama da će ga Tony prije ubiti nego mu vratiti novac. I uistinu, dvojica Tonyjevih suradnika, Bobby Baccalieri i Carlo Gervasi, ohrabruju Tonyja da likvidira Hesha. Tony ljutito odvraća, da je Carlo zaradio koliko i Vito, ne bi se našao u financijskoj situaciji u kakvoj se nalazi. Nakon što Heshova djevojka umre od moždanog udara, Tony isplati preostali dug smetenom Heshu, ali njihov odnos ostaje otuđen i hladan. 
A.J. zaprosi Blancu i ona isprva pristaje, ali kasnije okončava njihovu vezu tijekom parade na Portorikanski dan. A.J. ostaje shrvan.
Carmela i njezin otac konačno prodaju svoju kuću na plaži rođaku. Tijekom posljednje inspekcije, Carmela se brine zbog slabog građevnog materijala koji je njezin otac koristio, ali to ne sprječava prodaju. Rekavši Tonyju kako je zaradila 600.000 dolara na prodaji kuće, on joj kaže za "sigurnu okladu" i potakne je da uloži dio "njegove polovice" na utakmicu američkog nogometa. Carmela i Tony se posvađaju oko novca, a Tony kasnije priznaje da novac pripada njoj, a ne njemu. Nakon što se dojava kasnije pokaže točnom, Tony se izdere što mu nije dopustila da uloži prihod, propitujući njezinu poslovnu oštroumnost i karakter. Kasnije se pomiruju, ali Carmela opet izražava zabrinutost oko njihove budućnosti.

## Glavni glumci
- James Gandolfini kao Tony Soprano
- Lorraine Bracco kao dr. Jennifer Melfi
- Edie Falco kao Carmela Soprano
- Michael Imperioli kao Christopher Moltisanti
- Dominic Chianese kao Corrado Soprano, Jr. *
- Steven Van Zandt kao Silvio Dante
- Tony Sirico kao Paulie Gualtieri
- Robert Iler kao A.J. Soprano
- Jamie-Lynn Sigler kao Meadow Soprano
- Aida Turturro kao Janice Soprano *
- Steve Schirripa kao Bobby Baccalieri
- Frank Vincent kao Phil Leotardo
- Dan Grimaldi kao Patsy Parisi
- Max Casella kao Benny Fazio

* samo potpis

### Gostujući glumci
| - Taleb Adlah kao Ahmed - Jerry Adler kao Hesh Rabkin - Tom Aldredge kao Hugh DeAngelis - Joseph Anania kao konobar - Gregory Antonacci kao Butch DeConcini - Elizabeth Bracco kao Marie Spatafore - Geoffrey Cantor kao Eli Kaplan - Carl Capotorto kao Little Paulie Germani - John Cenatiempo kao Anthony Maffei - John 'Cha Cha' Ciarcia kao Albie Cianflone - Matthew Del Negro kao Brian Cammarata - Greg D'Agostino kao Jimmy Lauria - Heidi Dippold kao Janine Cammarata - Poppy Fields kao konobarica - Jeanine Flynn kao djeliteljica - Kadin George kao Hector Selgado - Kobi George kao Hector Selgado - Paulina Gerzon kao Francesca Spatafore - Brandon Hannan kao Vito Spatafore, Jr. - Josh Kay kao Jesse - Donnie Keshawarz kao Muhammed - A.J. Lambert kao prateći pjevač | - James Lorenzo kao Roger - Southside Johnny Lyon kao on sam - Keith Middlebrook kao Tonyjev prijatelj - Charlie Minn kao 2. košarkaški komentator - Paul Mollo kao krupje - Carlos Morales kao Jesus Selgado - Arthur J. Nascarella kao Carlo Gervasi - Colton Parsons kao dječak - Joseph Perrino kao Jason Gervasi - Mason Pettit kao Ted Yacanelli - Dania Ramirez kao Blanca Selgado - Anthony J. Ribustello kao Dante Greco - Nicolas Martí Salgado kao Dylan - Suzanne Shepherd kao Mary DeAngelis - Tracey Silver kao Beth Kaplan - Nancy Sinatra kao ona sama - Clarke Thorell kao Steve - David Von Roehm kao obiteljski gost - Lanette Ware kao Renata - Drew Wininger kao navijačica - Dillon Woolley kao Max |

## Umrli
- Renata: Heshova djevojka koja umire u krevetu od moždanog udara.

## Naslovna referenca
- Naslov se odnosi na Tonyjevu kockarsku ovisnost. "Chasing the vig" je česta fraza u kockarskom žargonu za nekoga tko gubi oklade i ulaže dvostruke iznose kako bi vratio izgubljeno.

## Produkcija
- Max Casella (Benny Fazio) sada je potpisan na uvodnoj špici, ali samo u epizodama u kojima se pojavljuje.
- Nadgrobni spomenik koji Vito Jr. prevrće na groblju onaj je "Davida M. Hackela". Scenarist epizode Matthew Weiner radio je za Hackela kao scenarist sitcoma Becker.
- Blanca prekida s A.J.-em na dan parade povodom Pororikanskog dana u New Yorku koja se održava svake godine u lipnju. Međutim, Tony se kladi na nekoliko NFL utakmica iako NFL sezona traje od kolovoza do veljače. Osim toga, gubi i neku NBA okladu nakon što Jerry Stackhouse pogađa koš sa sirenom.
- Tony ugleda kako se Muhammad i Ahmed na ulici ponašaju religioznije te posumnja da su povezani s terorizmom, što i kaže agentima FBI-a u "Walk Like a Man". Postoje dvije reference na islamske poveznice s "ratom protiv terorizma": kad Tony i Bobby dolaze pokupiti ga na pecanje, Hesh laže i kaže Tonyju kako je gledao prilog o Hezbollahu na CNN-u, a kada Tony prebaci kanal s košarkaške utakmice na koju se kladio dok Carmela ulazi u sobu, televizijska postaja prikazuje isječak sastanka Georgea W. Busha i saudijskog kralja.
- Utakmica američkog nogometa Tampa Bay-Buffalo koja se gleda u Bingu na kojoj Tony gubi novac zapravo je materijal iz filma Zamjene.
- U ovoj se epizodi posljednji put pojavljuju Hesh Rabkin te Hugh i Mary de Angelis.
- Epizoda je u cijelosti snimljena kamerama iz ruke.

## Poveznice s prijašnjim epizodama
- Ukras koji Carmela baci na Tonyja i razbije o zid figura je za koju ona A.J.-u i njegovoj djevojci kaže kako vrijedi 3.000 dolara u epizodi "Everybody Hurts".
- Dok Tony drži lekciju Vitu Jr., kaže mu da se "sažalijeva", što je bila fraza koja ga je intrigirala tijekom vremena u bolnici, a istu stvar kaže Artieju Buccu u epizodi "Luxury Lounge".

## Reference na druge medije
- Epizoda Zone sumraka koju Carlo pokušava objasniti Tonyju zove se "A Nice Place to Visit". U toj se epizodi mrtvi gangster, Rocky Valentine, nađe u situaciji da ne može izgubiti na kocki i da može imati bilo koju ženu ili užitak koji poželi. Isprva misli da je u Raju, sve dok se ne otkriva da je zapravo u Paklu. Tony se nađe u sličnoj situaciji u epizodi "Kennedy and Heidi", dobivajući na ruletu i seksajući se s mladom ženom.

## Glazba
- Tijekom odjavne špice svira "Goin' Down Slow" Howlin' Wolfa.
- Nancy Sinatra pjeva "Bossman", pjesmu sa svoga albuma iz 2004. Nancy Sinatra, okupljenima iz obitelji iz New Yorka i New Jerseyja.
- Svirač usne harmonike iz Sinatrina sastava je Southside Johnny Lyon, legenda glazbene underground scene New Jerseyja. Surađivao je i sa Stevenom Van Zandtom, koji u seriji portretira Silvia Dantea. Van Zandt je pisao, producirao i izvodio skladbe na četiri Lyonova albuma te bio originalni član njegova sastava Asbury Jukes, prije nego što se pridružio E Street Bandu Brucea Springsteena. I Springsteen i Van Zandt pojavljuju se na albumu Better Days Asbury Jukesa, na pjesmi "It's Been a Long Time".
- Gitarska instrumentalna skladba "Cavatina" svira u restoranu kad A.J. zaprosi Blancu.
- Kad Blanca prekida s A.J.-em, u pozadini se čuje instrumentalna verzija "Livin' La Vida Loca" Rickyja Martina.

## Vanjske poveznice
- "Chasing It" u internetskoj bazi filmova IMDb-a